# Sopronhorpács
Sopronhorpács es un pueblo húngaro perteneciente al distrito de Sopron en el condado de Győr-Moson-Sopron, con una población en 2013 de 846 habitantes.
La localidad fue fundada en 1933 como resultado de la fusión de los pueblos de Horpács (llamado "Sopronhorpács" desde 1906) y Lédec. Se conoce la existencia de Horpács desde 1230 como una propiedad de la Casa de Osl. El asentamiento original fue destruido por los mongoles en 1241 y Bela IV lo repobló con colonos bávaros. En 1461 ya se menciona la existencia del vecino Lédec. Los principales monumentos del pueblo son su iglesia románica del siglo XII, con torres barrocas del siglo XVIII, y la mansión de la familia Széchényi, donde Ferenc Széchényi estableció una de las bibliotecas que darían lugar a la Biblioteca Nacional de Hungría. Actualmente es una localidad habitada principalmente por magiares, que forman el 90% de la población, con minorías de alemanes y croatas.
Se ubica unos 20 km al sur de la capital distrital Sopron, cerca de la frontera con Austria.